# RS Андромеды
RS Андромеды (лат. RS Andromedae), HD 224126 — одиночная переменная звезда в созвездии Андромеды на расстоянии приблизительно 1412 световых лет (около 433 парсеков) от Солнца. Видимая звёздная величина звезды — от +9,4m до +7m.

## Характеристики
RS Андромеды — красный гигант, пульсирующая полуправильная переменная звезда типа SRA (SRA) спектрального класса M7-M10, или M7, или M8, или M9, или Mc. Радиус — около 27,56 солнечных, светимость — около 198,915 солнечных. Эффективная температура — около 4129 K.